# Referèndum constitucional de Letònia de 2012
| A favor 100.0%—90.0% 89.9%—80.0% 79.9%—70.0% 69.9%—60.0% 59.9%—50.0% | Contra 50.0%—59.9% 60.0%—69.9% 70.0%—79.9% 80.0%—89.9% 90.0%—100.0% |

Resultat per municipalitat.
A favor
100.0%—90.0%
89.9%—80.0%
79.9%—70.0%
69.9%—60.0%
59.9%—50.0%
Contra
50.0%—59.9%
60.0%—69.9%
70.0%—79.9%
80.0%—89.9%
90.0%—100.0%

El Referèndum constitucional de Letònia de 2012 sobre les «Esmenes a la Constitució de la República de Letònia» es va portar a terme el 18 de febrer de 2012. La pregunta feta als votans va ser: «Dona suport a l'aprovació del Projecte de Llei "Esmenes a la Constitució de la República de Letònia" que preveu que la llengua russa sigui la segona llengua oficial de l'estat?»
Les esmenes proposades incloïen els articles 4, 18, 21, 101 i 104 de la Constitució de Letònia, afegint a ells la condició sobre el rus com la segona llengua oficial, així com la prescripció de dues llengües de treball el letó i el rus per a les institucions del govern.
Segons el cens de l'any 2000, El rus era la llengua materna del 37,5% i la segona llengua del 43,7% de la resta dels residents de Letònia. Des de l'any 2000, la llengua russa ha estat considerada com un idioma estranger d'acord amb la Llei Oficial d'Idioma.

## Resultats
Al voltant de tres quartes parts dels electors van votar en contra del rus com segona llengua nacional, solament la regió oriental de Latgàlia hi va haver una majoria de ciutadans que van votar pel canvi. El referèndum va tenir una considerablement participació de votants major que a les eleccions i referèndums anteriors, amb un 71,12% dels votants registrats.

### Controvèrsia
Una gran part de la comunitat de parla russa a Letònia -290.660 o el 14,1% de tota la població de Letònia- no va poder votar en aquest referèndum, ja que des de 1991 van ser considerats com no ciutadans i, per tant, no tenen dret a votar. Tanmateix, les xifres mostren també que els no ciutadans no podrien haver canviat el resultat del referèndum si haguessin estat autoritzats a votar. Si tots els 290.660 membres de la comunitat russa haguessin participat i votat a favor de la moció, la proposta encara hauria estat rebutjada amb 59,15% contra el 40,60% i només hagués servit per comptar una participació més gran de 75,68% en lloc de 71,12%.

## Anàlisi
Els annalistes diuen que la participació, prop del 70 per cent, indica la intensitat de la sensació entre molts letons, que estan disposats a distanciar-se culturalment dels seus ex governants soviètics. El referèndum pot ampliar el cisma en la societat i el govern haurà d'emprendre seriosos esforços per consolidar dos grups del país. Encara que els pro-rus que van encapçalar el referèndum van admetre que no tenien l'oportunitat de guanyar el plebiscit, almenys esperen que el suport aproximat del 25 per cent forçarà el govern de centredreta de Letònia per iniciar un diàleg amb les minories nacionals. Molts temen, que la minoria descontenta, voldrà mantenir la pressió per organitzar més referèndums fins a canviar la Constitució de Letònia en el benefici de les minories.